# Night and the City (Album)
Night and the City ist ein 1996 aufgenommenes Duo-Album des US-amerikanischen Jazz-Bassisten Charlie Haden und des Pianisten Kenny Barron.

## Das Album
Das Album wurde live in dem kleinen New Yorker Iridium Jazz Club aufgenommen. Bis auf gelegentliches Besteckklappern und den Applaus der Gäste ist dem Album über weite Strecken der Live-Charakter nicht anzumerken. Haden und Barron spielen größtenteils Balladen. Waltz for Ruth ist eine Komposition von Charlie Haden für seine Ehefrau, Ruth Cameron.
Das Album ist eine Fortsetzung der Zusammenarbeit von Barron und Haden, die bereits erfolgreich mit Roy Haynes auf dem Grammy nominierten Album Wanton Spirit im Jahr zuvor begonnen hatte.

## Rezeption

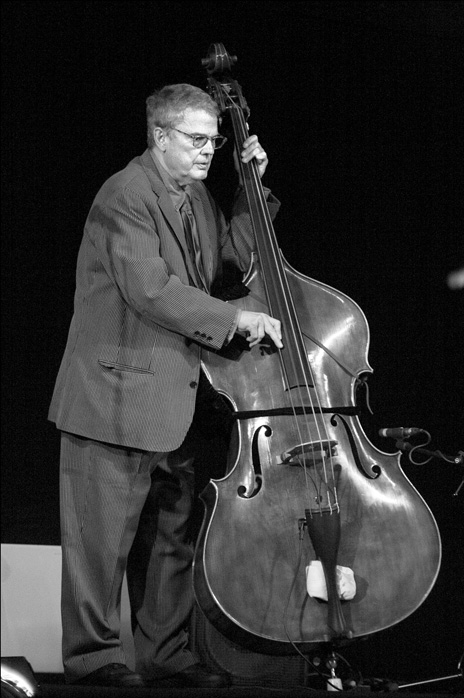
Charlie Haden, 2007

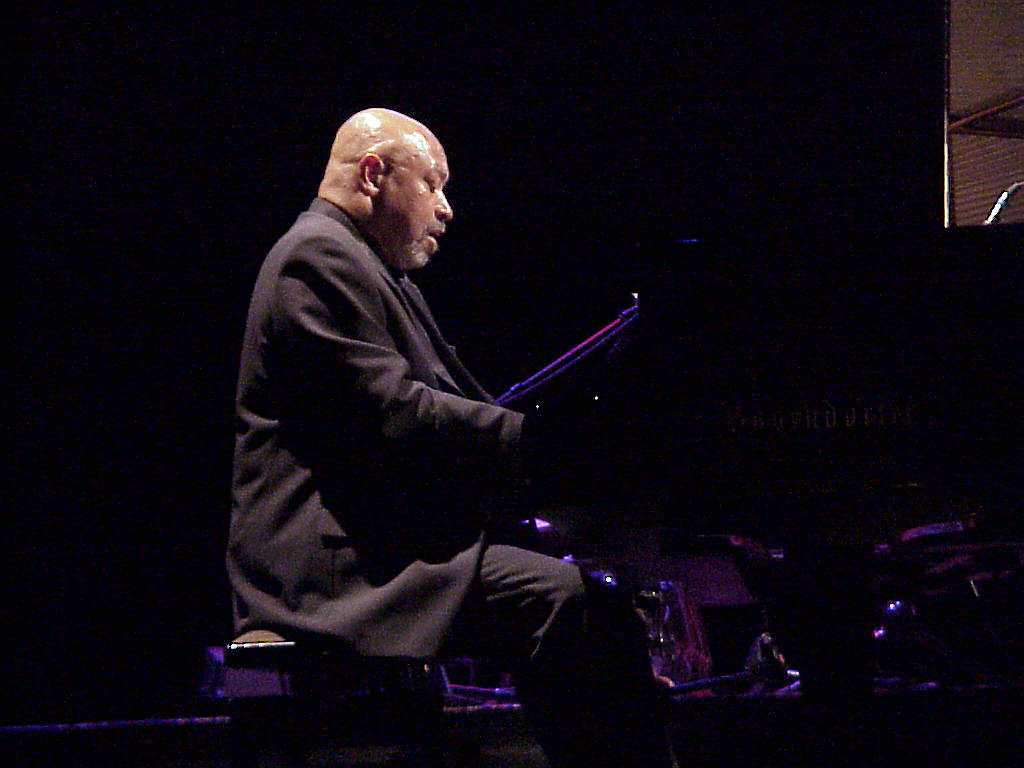
Kenny Barron in München (2001)

Night and the City wurde 1999 für einen Grammy im Bereich Best Jazz Instrumental Performance, Individual Or Group nominiert.
Die Los Angeles Times schrieb: „Haden unterstützte Barron mit seinem bekannten, bodenständigen Sound, indem er intensiv den Pianolinien lauschte und antwortete auf jede plötzliche Verlagerung der musikalischen Richtung mit seiner eigenen, gegengewichtigen Entwicklung … Das Publikum im vollbesetzten Jazz-Club kostete jeden Moment aus, hörte aufmerksam zu und reagierte enthusiastisch auf jeden besonders verlockenden musikalischen Moment.“
Down Beat (5/98), S. 62, vergab 4 von 5 Sternen für das Album und schrieb: „… die wohlausgewählten Lieder deuten auf einen romantischen, abendlichen Rahmen, verstärkt durch das freundliche Klirren von Gläsern und Besteck. Barron und Haden kommunizieren durchweg als gleichwertige Partner …“

## Titelliste
- Twilight Song – 12:47
- For Heaven’s Sake – 10:45
- Spring Is Here – 10:21
- Body and Soul – 10:24
- You Don’t Know What Love Is – 7:01
- Waltz for Ruth – 8:21
- The Very Thought of You – 11:02